# Ayako Fuji
Ayako Fuji (en japonés 藤 あや子) (Kakunodate, Akita, 10 de mayo de 1961) es una cantante solista japonesa de enka, bajo contrato de Sony Music Japan.

## Biografía
Su nombre real es Takahashi Manami (高橋 真奈美), y su nombre de casada, Fujimura Manami (藤村 真奈美). Ayako Fuji se graduó en el Instituto Kakunodate South Prefectural de Akita.
En 1987, debutó en CBS Sony con la canción "Futarigawa" bajo el nombre artístico de "Manami Murase".
El 21 de septiembre de 1989, cambió su nombre artístico por "Ayako Fuji", e hizo su segundo debut con la canción "Onna". En 1992, la canción "Kokorozake" se convirtió en un éxito y ganó el "25° Nippon Yusen Taisho". En el mismo año, hizo su primera aparición en la edición 43.ª del Kōhaku Uta Gassen. Las tres versiones entre "Kokorozake" y la versión "Onakigawa" en 1994, fueron marcados como top 10 en la lista de Oricon Singles Chart, convirtiéndose en la primera artista "enka" en hacerlo desde el principio de la Era Heisei).
En 1994, ganó el Nippon Yusen Taisho por segunda vez con la canción "Hana no Waltz".
El 11 de mayo de 2010 fue nombrada "Shokusai Akita Ouen Taishi".

## Canciones más conocidas
- Utakata no Koi, 1998
- Miren, 1995
- Hana no Waltz, 1994
- Murasaki Ujō, 1993
- Kokoro Zake, 1992
- Amayo Zake, 1991
- Onna, 1990

## Discos
- Ayako Fuji Hit Kyoku Zenshu '07, 8 de noviembre de 2006.
- Shizukana Yume [Limited Release], 5 de abril de 2006.
- Yoimachigusa, 3 de marzo de 2006.
- Fuji Ayako Saishin Hit Zenkyokushu'06, 11 de noviembre de 2005.
- Minato Komoriuta, 18 de mayo de 2005.
- Ayako Fuji Saishin Hit Zenkyokusyu, 11 de noviembre de 2004.
- Yuki Koya, 29 de septiembre de 2004.
- Hanabira Bojo, 18 de febrero de 2004.
- Ayako Fuji Zenkyoku Shu, 19 de noviembre de 2003.
- Manjushage, 18 de septiembre de 2003.
- Yorisoibashi, 26 de marzo de 2003.
- Saigetsu, 23 de octubre de 2002.
- Ryuhyoukoiuta, 28 de agosto de 2002.
- Koyoi zake, 22 de mayo de 2002.
- Ayako Fuji zenkyokushu, 11 de noviembre de 2001.
- Ayako Fuji: Best Of Best, 20 de junio de 2001.

## Videos
- Tokusen DVD Single - Minato Komoriuta, 24 de agosto de 2005.
- Ayako Fuji Super Hit Video Vol. 1, 24 de enero de 2001.
- Debut 10th Anniversary Recital - Hana Yurete 10 Nen, 21 de octubre de 1998

## Presentaciones en televisión
- NHK Kayō Concert 「NHK歌謡コンサート」
- Kōhaku Uta Gassen, 15 apariciones:

- 57th 2006, Yuki Shinshin
- 56th 2005, Murasaki Ujō
- 55th 2004, Yuki Arano
- 54th 2003, Manjushage
- 53rd 2002, Ryuhyoukoiuta
- 52nd 2001, Futari no Kizuna
- 51st 2000, Futari Hana
- 50th 1999, Onna no Magokoro
- 49th 1998, Yuki Shinshin
- 48th 1997, Utakata no Koi
- 47th 1996, Beni
- 46th 1995, Miren
- 45th 1994, Hana no Waltz
- 44th 1993, Murasaki Ujō
- 43rd 1992, Kokoro Shu

- Datos: Q1037414